# マイクロソフトの歴史
マイクロソフトの歴史（マイクロソフトのれきし）では、多国籍のコンピュータ技術会社であるマイクロソフトの歴史について記す。マイクロソフトの事業の源流は、1975年にBASICインタプリタの開発をはじめたことにある。現在の最主力商品はMicrosoft Windowsオペレーティングシステムおよび生産性向上ソフトウェアのMicrosoft Officeシリーズである。現在ではマイクロソフトは、年商442億8000万米ドル、102の国において従業員7万6000人を抱え、全体的に成功しており、コンピュータ・デバイスのための各種ソフトウェア製品を広範囲に開発、製造、ライセンス販売を行っている。

## 1975年-1978年:マイクロソフトの設立
「ポピュラーエレクトロニクス」1975年1月号に掲載されたAltair 8800の紹介記事を読んだビル・ゲイツとポール・アレンは、その新しいマイクロコンピュータの製造者であるMITSに電話をし、Altair向けBASIC言語インタプリタの実装のデモンストレーションをしたいと提案した。ゲイツの手元にはインタプリタもAltairシステムもなかったが、ゲイツはハーバード大学のコンピュータセンターに設置されていたPDP-10を用いたエミュレーションにより、ポール・アレンと共にインタプリタを開発した。実際には、アレンがAltairに搭載されているCPUであるIntel 8080のマニュアル等を元にAltair8800のエミュレータを開発し、主としてビル・ゲイツがその上で動くBASICインタプリタを書く形で開発が進められた。BASICインタプリタの開発には8週間を要した。
アレンは開発したBASICインタプリタを、ニューメキシコ州のアルバカーキにあるMITSに持ち込みデモンストレーションを行った。このデモについては「一度で完璧に動いた」「初回のデモではインタプリタは一瞬動作した後に停止してしまった」など、文献によって異なる見解が見られるが、いずれにせよ数日のうちにはバグはほぼ解消されインタプリタは概ね動作するようになった。これをうけて、MITSはAltair BASICとして配布することを決定した。
1975年4月、アレンは当時勤めていたハネウェルを退社し、MITSの社員となった。これに対し、ゲイツは、ハーバード大学の学生のままであった。大学が夏休みになると、ゲイツもアルバカーキにやってきてBASICの改良を手伝ったが、9月にはハーバード大学に帰っていった。翌1976年も、春学期、秋学期共にビル・ゲイツはハーバード大学におり、学休期間中にアルバカーキに行っていた。
アレンがMITSの社員となった1975年4月をもってマイクロソフト社が創業されたとされることがあるが、実際には1975年4月の段階では、マイクロソフトという名前すら存在せず、そのような法人も存在していない。実際、1975年7月に、MITSとの間でBASICインタプリタに関する契約書がかわされたときには、契約の当事者は法人としてのMITSと個人であるアレンおよびゲイツであり、契約書にマイクロソフトという名称は出てこない。
マイクロソフト（マイクロコンピュータとソフトウェアとのかばん語）という名称は、アレンが、1975年7月に考えだした。文書に残る記録としては、1975年10月にMITS社長のエド・ロバーツがアルテアの広報誌「コンピュータ・ノート」のために書いた記事内にマイクロソフトの名称が確認されるのが初出である。この時点では、Micro-softとハイフンを含む名前であった。このころのマイクロソフトは、ゲイツとアレンが私的につけたチーム名にすぎない 。
マイクロソフトをパートナーシップによる経営として、ゲイツとアレンが正式に契約書を交わしたのは、1977年の2月である。この時点でも、マイクロソフトはあくまでもゲイツとアレンによるパートナーシップによる経営体であり、法人ではないため、正式にはマイクロソフト「社」ではない（最終的にマイクロソフトが株式会社となって法人化するのは、1981年である）。なお、このころ(1977年2月)ゲイツはハーバード大学を休学してソフトウェア事業に専念することを決意するが、その代償として、パートナーシップ経営体に対する自身の取り分（株式会社での株の持ち分に相当）を64%とすることをアレンに了承させている。(もともと、それ以前の非公式な段階では、ゲイツはMITSの社員ではなく給料をもらわないことや、BASIC自体の開発は主としてゲイツが行いアレンはエミュレータ開発が主であったことなどを主張して、BASICに対するライセンス料の分配をゲイツが60%とすることをアレンに了承させた経緯があったが1977年2月に再度改訂したものである。)
アメリカの法律では、パートナーシップの形成にあたって登記等は必要ないため、パートナーシップとしてのマイクロソフトの設立が正確にいつであるかを特定するのは難しいが、契約書の形で確認できるのは1977年2月である。それ以前には非公式な口約束に基づく曖昧な状態であったとされる。
マイクロソフトはMITS以外の会社からも依頼を受け、様々なマイコン向けにBASICインタプリタを開発・供給するようになったため、マイクロソフトのBASICを独占したいと考えていたMITSとは次第に疎遠になり、結局裁判により1977年9月にMITSとマイクロソフトの契約は無効と認定され打ち切られた。
マイクロソフトの最初の国際オフィスは1978年11月1日に日本に「アスキーマイクロソフト」(現在は日本マイクロソフト)の名称で設立された。これに先立つ1978年6月に、アスキーの創業者である西和彦がアルバカーキのゲイツのもとを訪れており、と意気投合したゲイツは西和彦をマイクロソフト本社の副社長として迎えた。西和彦は結局1986年までマイクロソフトの副社長を務め、日本におけるマイクロソフトBASICの普及を担っただけでなく、MSXなどの規格を主導していくことになる。

## 1979年-1985年:本社移転とMS-DOS
1979年1月1日、マイクロソフトはアルバカーキからワシントン州のベルビューに移転した。1980年6月11日、スティーブ・バルマーが入社し、後にゲイツの後を継いでCEOとなった。マイクロソフトは1981年6月25日に再編成し、ワシントン州の法人企業となった（さらに社名を改め「Microsoft, Inc.」とした）。再編成の一環として、ゲイツは社長兼会長となり、アレンは副社長となった。
1980年、マイクロソフトが公にリリースした最初のオペレーティングシステムは、UNIXから派生したものだった。マイクロソフトはそれを配布ライセンスに基づきAT&Tから取得し、Xenixと名づけた。さらに、複数のプラットフォームに移植するため、Santa Cruz Operations社を雇った。このオペレーティングシステムは、マイクロソフトの最初のワードプロセッサーであるMicrosoft Wordの動作環境となった。Wordは当初「Multi-Tool Word」という名称であり、WYSIWYGのコンセプトが注目を浴びた。Wordは太字テキストを表示したりといった機能をもつ最初のアプリケーションでもあった。Wordは1983年の春に発売され、無料の評価版がPC World誌1983年11月号に付属された。これは、雑誌に付属して配布された最初のプログラムであった。しかし、Xenixは多くのソフトウェアOEMに再販売のライセンスが与えられていたにもかかわらず、エンドユーザに直接販売されることはなかった（ただし日本では、NEC・富士通などが自社PCのユーザ向けに日本語Xenixを販売している）。1980年代中盤には、マイクロソフトはUNIXビジネスから完全に撤退した。
DOS (Disk Operating System) は、マイクロソフトを真の成功へと導いたオペレーティングシステムであった。1980年ごろ、IBMは独自のパソコンを開発する計画を持っていた。当時の8bitパソコンにおいて、大きなシェアを有するオペレーティングシステムはデジタルリサーチのCP/Mであった。IBMは、予定している16bitパソコン用のオペレーティングシステムを外注することに決め、デジタルリサーチと接触したが、交渉はうまくいかなかった。その結果、マイクロソフトがIBMのパソコン用オペレーティングシステムを開発する契約をIBMと結ぶことになった。オペレーティングシステム開発の経験が乏しく、IBMが要求する納期を最小限度の人的資源で賄う必要があったマイクロソフトは、当時86-DOSと呼ばれていた16bitオペレーティングシステムのライセンスを、シアトル・コンピュータ・プロダクツ（SCP）社から購入し、これを改良することで対応した。また86-DOSの開発者であるティム・パターソンも後にマイクロソフトに移籍した。こうして作られたマイクロソフト製オペレーティングシステムはIBMによってPC-DOSと改名され、1981年8月に発売されたIBM PCに搭載された。
デジタルリサーチは後に16bit版のオペレーティングシステムであるCP/M-86を開発し、IBMとの交渉の結果、IBMがこれを自社製パソコンに対するオプションとして提供することになった。
しかし、PC-DOSが40ドルで提供されたのに対し、CP/M-86は240ドルであったため、CP/M-86を利用する人はほとんどおらず、PC-DOSが標準となっていった。
後に、Columbia Data Products社がIBM BIOSのクローンで成功を収め、Eagle Computer社とコンパックがそれに続くと、市場はIBM PCのクローンであふれるようになった。IBMとの契約により、マイクロソフトはMS-DOSを自由に他社に販売する権利を与えられていた。IBM PCのクローンの製造者への積極的なマーケティングにより、マイクロソフトは弱小企業から家庭コンピュータ産業における主要なソフトウェアベンダへと成長した。
1983年5月2日のMicrosoft Mouseの発売を皮切りに、マイクロソフトは他の市場へも製品ラインを拡大していった。
1983年前後には、多数の会社との提携により、マイクロソフトは家庭用コンピュータシステムMSXを開発した。これはMSX-DOSと名づけられた独自のDOSオペレーティングシステムを搭載していた。これは日本、ヨーロッパ、南アメリカで比較的好評を得た。

## 1985年-1991年:OS/2の消長

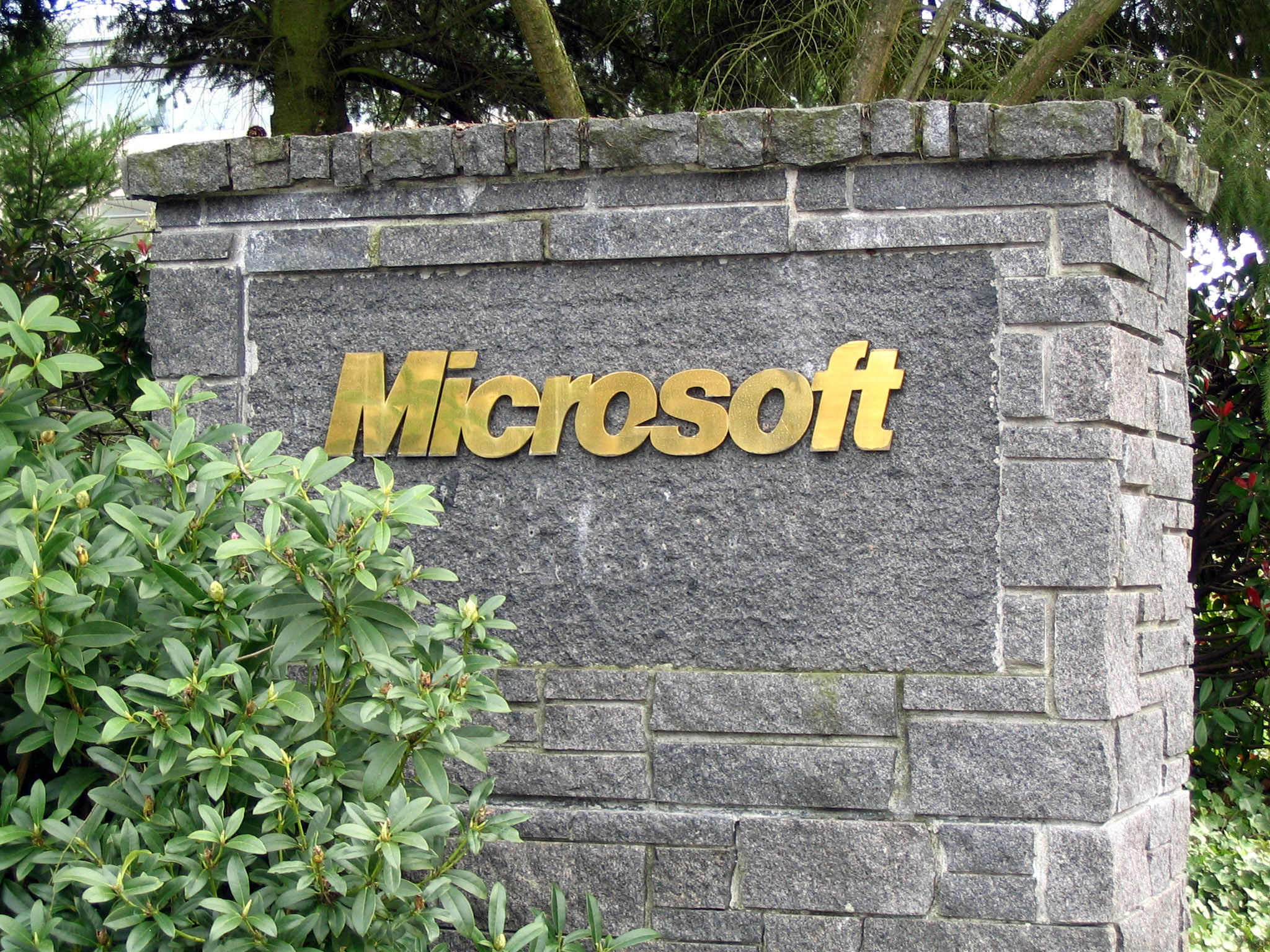
マイクロソフトキャンパスの正面に置かれた看板。レドモンドキャンパスはおよそ750,000 m^{2}以上を占め、28,000人の従業員を抱えている。

1985年、マイクロソフトの最初の国際生産施設がアイルランドに設立された。
同年11月20日、マイクロソフトはMicrosoft Windowsの最初のバージョンを発売した。当初、これはMS-DOSオペレーティングシステムのグラフィックを拡張したものであった。8月、マイクロソフトとIBMはOS/2と呼ばれる新しいオペレーティングシステムの開発で提携を結んだ。OS/2は、IBMの独占するIBM PS/2と呼ばれる新しいハードウェアとともに発売された。1986年2月16日、マイクロソフトはワシントン州レドモンドに移転した。およそ1ヶ月後の3月13日、マイクロソフトは株式を公開し、一株あたり21.00米ドルで6100万米ドルの資金を集めた。その日の終わりには、株は28.00米ドルにまで上昇していた。1987年、マイクロソフトはOS/2の最初のバージョンをOEMにリリースした。
一方、マイクロソフトは優れたオフィス製品を発表し始めた。Microsoft Worksには、ワードプロセッサ、表計算、データベースなどのオフィスアプリケーションに見られる機能が統合された。Worksは、Macintosh向けのアプリケーションとして1986年の末に発売された。Worksは後に、Microsoft WordやMicrosoft Bookshelf（1987年に発表された辞書ソフトウェアで、マイクロソフト初のCD-ROM製品）などの他製品とともに発売されることになった。後に、1989年8月8日、マイクロソフトは最も大きな成功を収めたオフィス製品であるMicrosoft Officeを発表した。Worksと異なり、OfficeはMicrosoft WordやMicrosoft Excelなどの、個別のアプリケーションの集合であった。WordやOfficeはほとんどマイクロソフト内部で開発されていたが、他社製品に自社のブランドをつけて販売するという戦略も行われた。例えば、1988年1月13日に発売された企業向け関係データベース管理システム (RDBMS) であるMicrosoft SQL Serverは、Sybaseからライセンスされた技術に基礎を置いていた。
1990年5月22日、マイクロソフトはWindows 3.0を発売した。これは、合理化されたユーザインタフェース、80386プロセッサ向けの改良されたプロテクトモードなどの新機能を誇り、2週間の間に10万本を売り上げた。1991年5月16日に社員向けに書かれた内部メモの中でビル・ゲイツは、OS/2との提携は終わった、これからはWindowsおよびWindows NTカーネルに力を注ぐ、と発表した。一部の人々、特にWindowsを軽視してOS/2に対して資源を割いていた人々はこれに驚き、騙されたとしてマイクロソフトを告訴した。このOS/2からの転換は、この業界においてしばしば「the head-fake」と呼ばれることがある。翌年にはOS/2の人気は落ち込み、Windowsは急速に人気プラットフォームへと成長した。1991年という年はまた、計算機科学の研究組織であるマイクロソフトリサーチが設立され、法人・個人の両方に人気を得た開発製品Microsoft Visual Basicが発表された年でもあった。

## 1992年-1995年:法人市場の支配

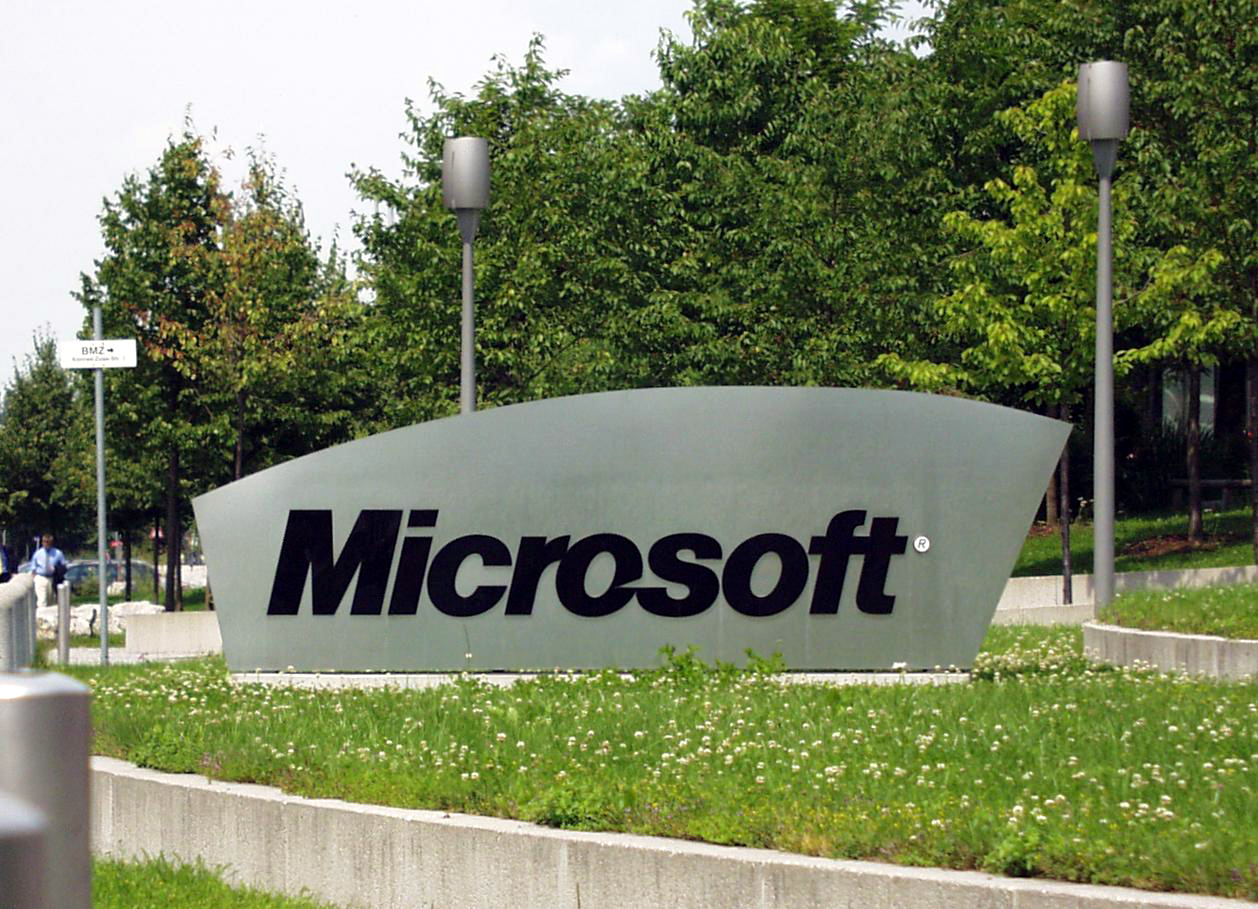
ウンターシュライスハイムのコンラート・ツーゼ通りにあるドイツキャンパス正面の看板。マイクロソフトは多くの国々に本部を設置し、国際的な企業となった。

MS-DOSからWindowsへの移行期の間、マイクロソフトはMicrosoft Officeの成功によって、WordPerfectやLotus 1-2-3などといった競合するアプリケーション製品に対して優位な立場を築くことに成功した。一時WordPerfectの所有者だったノベルは、マイクロソフトは競合製品を出し抜くためにDOSやWindowsカーネルの内部の情報や公開されていないAPIを利用していると申し立てた。結局Officeはビジネススイート市場を支配し、競合製品に比較してはるかに高いシェアを獲得した。1992年3月、マイクロソフトはWindows 3.1を発売し、初めてテレビにおいて大々的な宣伝を行った。Windows 3.1は、2か月の間に300万本を売り上げた。10月には、ピア・ツー・ピアによるファイルやプリンタの共有などといったネットワーク機能が統合されたWindows for Workgroups 3.1が発売された。11月には、データベースソフトウェアMicrosoft Accessの最初のバージョンを発売した。
1993年までに、WindowsはGUIオペレーティングシステムとして世界トップのシェアを獲得した。Fortune Magazine誌はマイクロソフトを「1993年アメリカ合衆国における最も革新的な企業経営」に選んだ。この年には、Apple Computerによる4年間にわたる著作権侵害訴訟がマイクロソフトの勝訴で終結を迎えたが、同時に欧州連合における競争法違反訴訟が開始された。また、Windowsシリーズの新バージョンであるWindows for Workgroups 3.11と、サーバ用オペレーティングシステムであるWindows NT 3.1が発売された。Windows NT 3.1ではコンシューマ用のものと同じインタフェースが採用されたが、カーネルはまったく異なるものだった。ビジネス拡大戦略の一環として、3月22日、マイクロソフトはコンピュータ上で動作する初めての百科事典Microsoft Encartaを発売した。その直後、Windows 3.x向けのマルチメディアアプリケーションを包括するMicrosoft Homeブランドが導入された。マイクロソフトは1994年、専門知識をもたない大衆に訴求するための宣伝キャンペーンの一環として、スローガンを「Where do you want to go today?」に変更した。マイクロソフトはこのキャンペーンに1億米ドルを費やした。
マイクロソフトは一般消費者に向けた戦略をとり続けた。マイクロソフトは1995年3月、初心者ユーザ向けに設計されたユーザインターフェースを採用したMicrosoft Bobを発売した。これは不評のため1996年に生産中止されたが、ビル・ゲイツは後に、この失敗はハードウェア要求が典型的なユーザにとっては高すぎたためだったと振り返った。Microsoft Bobは、マイクロソフトの歴史の中でも最も不成功な製品だったと広く認識されている。マイクロソフトはドリームワークス社とともに、インタラクティブなマルチメディア製品の生産のためにDreamWorks Interactive社を新しく設立した。8月24日、マイクロソフトは主力オペレーティングシステムの新しいバージョンであるWindows 95を発売した。これは、有名なスタートボタンなどのまったく新しいユーザインタフェースが採用された。Windows 95は発売後4日間の間に100万本以上を売り上げた。
Windows 95には、ウェブブラウザはまだマイクロソフトによっては開発されていなかったため搭載されなかった。マイクロソフトはインターネットの成功に驚き、後にSpyglass社に接近してブラウザのライセンスを取得し、それをInternet Explorerとした。Spyglassは後に、マイクロソフトは販売した部数に応じてライセンス料を支払うべきだとして契約条件に異議を唱えた。しかし、マイクロソフトはオペレーティングシステムに無料で付属させる方法を選択したため、Internet Explorerは一切販売されなかった。
Internet Explorerは、1995年8月に発売されたWindows 95 Plus!パックに初めて付属した。9月には、中国政府はWindowsを国家指定のオペレーティングシステムに採択し、中国版Windowsの標準化のための契約をマイクロソフトと交わした。マイクロソフトはまた、コンピュータハードウェア市場に進出するための試みとしてMicrosoft Sidewinder 3D Proジョイスティックを発売した。

## 1995年-1999年:ウェブや新事業への進出
1990年代半ば、マイクロソフトは製品ラインをWorld Wide Webやコンピュータネットワークの分野にまで拡大し始めた。1995年8月24日、AOLへの対抗サービスとしてオンラインサービスMSN (Microsoft Network) を立ち上げた。MSNはMicrosoft Passport（後のMicrosoft アカウント）をすべてのウェブサイトの共通ログインシステムとして採用し、マイクロソフトのオンラインサービスを包括するようになった。1996年、マイクロソフトは新しい市場への進出を続け、7月15日にはNBC社との共同事業としてニュース専門放送局MSNBCを開始した。また、Michael Kinsleyの執筆によるオンラインマガジンSlateを開始し、漫画『ドゥーンズベリー』とともに政治的・社会的な論評記事を提供した。一般消費者市場への影響力を高めるため、マイクロソフトはWebTVを買収し、テレビからウェブにアクセスするためのサービスを提供した。マイクロソフトは11月、Windows CE 1.0によってPDA市場にも参入した。これはWindowsオペレーティングシステムをゼロから書き直したもので、携帯端末や小型コンピュータなど、メモリやパフォーマンスの劣るマシン上で動作するよう設計された。1996年Windows NT 4.0が発売され、Windows NTカーネルとWindows 95のインタフェースとが統合された。
マイクロソフトは1990年代初期のインターネットの興隆に参加することに概して失敗したが、1990年代半ばになって、この市場に参入するために投資した技術のいくつかが成果を上げはじめた。その最たるものがComponent Object Model (COM) 上に構築されたAPIであるActiveXだった。この技術により、JScriptやVBScriptなどといった多くのプログラミング言語から共通のコントロールを埋め込むことができるようになった。ActiveXにはドキュメントやサーバ・ソリューションのためのフレームワークも含まれていた。マイクロソフトはまた、インターネットアプリケーションへのサポートを組み込んだMicrosoft SQL Server 6.5を発売した。1997年にはMicrosoft Office 97とInternet Explorer 4.0がリリースされ、ネットスケープの支配的だったブラウザ市場を脅かし始めた。また、Apple Computerの承認により、Internet ExplorerはWindowsだけでなくMacintoshにも付属するようになった。この年、携帯端末用Windowsの最新版であるWindows CE 2.0が発売され、多数のバグ修正や企業ユーザにとって魅力的な新機能が施された。10月、司法当局は連邦地方裁判所に対し、マイクロソフトが1994年に結ばれた協定に違反しているとの動議を提出し、裁判所に対し、Internet ExplorerがWindowsに付属するのをやめさせるよう要求した。
1998年という年は、マイクロソフトの歴史にとって重要な年だった。ビル・ゲイツがスティーブ・バルマーを社長に任命する一方、彼自身は会長兼CEOに留まった。マイクロソフトは一般消費者向けWindowsの最新バージョンであるWindows 98を発売した。Windows 98にはInternet Explorer 4.0 SP1（Windows Desktop Updateが付属した）が付属され、FAT32ファイルシステムのようにWindows 95 OSR 2.xに含まれていた機能、およびマルチディスプレイなどWindows 98で初めて追加された機能が含まれた。また、後にアメリカ合衆国に次いで二番目の規模となるインド本部を設立した。さらに、マイクロソフトの一連の内部メモがインターネットに流出すると、大規模な論争が巻き起こった。これらの文書は俗に「ハロウィーン文書」と呼ばれ、メディアによって大きく取り上げられた。この文書には、以前からオープンソースソフトウェアのアナリストや支持者から指摘されていたような、自由ソフトウェア・オープンソースソフトウェアがマイクロソフトに与える脅威について詳細に記述されており、Linuxなどのオープンソースソフトウェアへの合法もしくは非合法な対処方法についてほのめかされていた。マイクロソフトはこの文書の存在を認めたが、これらは単なる技術研究の一環であると主張した。しかし一方で、これらの研究が実際にマイクロソフトの経営戦略に取り入れられていたとする意見もある。

## 2000年-2005年:法律問題、XP、そして.NET
マイクロソフトは、2000年に会社の主力のオペレーティングシステムのすべての3つの系列のために新製品を発表して、1では、それがほとんどの際立った訴訟事件である最後を告げる最初のきざしを見た。
2000年2月17日、マイクロソフトはWindows 2000をビジネス用にリリースした。

## 2005年-2007年:Vistaへの道
開発段階には「Longhorn」のコードネームで呼ばれていたWindows Vistaは、2007年1月30日、一般消費者向けに発売された。マイクロソフトはこれとともに、オフィス製品の新しいバージョンであるMicrosoft Office 2007も発売した。同年11月19日には、開発製品であるVisual Studioの新しいバージョンMicrosoft Visual Studio 2008が発売された。
2005年、Googleなどといった検索サービスへの対抗としてマイクロソフトはMSN サーチ 現:Microsoft Bing の新しいバージョンを発表した。2006年には、検索市場を開拓するための一環として、ペイ・パー・クリック広告サービスを提供するMicrosoft adCenterを発表した。直後、マイクロソフトはオープンソースプロジェクトをホストするための協力型開発サイトであるCodePlexを立ち上げた。世界中の開発者が参加し始めるにつれて活発になっていき、2007年初頭にはAras Corp社などの商業オープンソース企業が、マイクロソフトのプラットフォームに対し独占的にエンタープライズオープンソースソフトウェアを提供し始めた。

## 2007–2011: Microsoft Azure、Windows Vista、Windows 7、Microsoft Store
以前は開発の初期段階で「Longhorn」というコードネームが付けられていたWindows Vistaは、2007 年 1 月 30 日に消費者にリリースされたマイクロソフトは、Windows Vista とともに、Microsoft Office 2007と呼ばれる Office スイートの新しいバージョンもリリースした。同社のサーバーオペレーティング システムと開発スイートの次のバージョンであるWindows Server 2008とVisual Studio 2008は、2008 年 2 月 27 日にリリースされましたWindows Vista は重く、デスクトップ ウィジェットと Aero テーマを実行するには大量の電力が必要であると批判されました。Windows XP の安定性と処理の必要性が低いため、多くの人が Windows XP を何年も使い続けました。
2007 年 12 月 19 日、マイクロソフトはViacomと、コンテンツ共有と広告を含む5 年間、5 億ドルの契約を結びました。この契約により、Microsoft は Viacom が所有するケーブル テレビや映画スタジオの多くの番組をXbox LiveとMSNで使用するライセンスを取得することができました。この取引により、Viacom は MSN と Windows を介したカジュアル ゲームの開発と配布のための優先パブリッシャー パートナーになりました。契約の広告側では、Microsoft の Atlas 広告配信部門が、Viacom が所有する Web サイトで以前に販売されなかった広告在庫の独占的なプロバイダーになりました。マイクロソフトはまた、バイアコムが所有する放送とオンライン ネットワーク上の大量の広告を購入し、MTV とBET のプロモーションとスポンサーシップで協力しました。賞ショー、2 つの Viacom 所有のケーブル ネットワーク。
2008 年、Microsoft はYahoo を(最初は完全に、後に部分的に)買収して、Googleに対する検索エンジン市場での地位を強化したいと考えました。会社は会社を過小評価していると言って、申し出を拒否した. これに応じて、マイクロソフトはオファーを撤回しました。
2009 年、コンシューマー エレクトロニクス ショー(CES)のオープニング ショーを初めてスティーブ バルマーが主催しました。過去数年間、それはビル・ゲイツによってホストされてきました。ショーの中で、バルマーは1 月 8日にパートナーと開発者向けのWindows 7 の最初の公開ベータ テストを発表しましたが、その 2 日後には一般向けにも公開されました。2009年6月26日に、Microsoftは10月22日に発売されたWindows 7のための割引価格で予約注文を取り始め、2009年のWindows 7が上昇認めるいくつかのエディション、持っているネットブック減少し、処理能力を持つコンピュータを。
2010 年 4 月 12 日、Microsoftは 2008 年にDanger Incorporatedを買収した結果、Kin 電話回線を開始した。2010年 5 月 14 日に電話が利用可能になったが、販売不振のため 2 か月以内に廃止された。
2011 年 5 月 10 日、同社はSkype Technologiesを 85 億米ドルで買収しました。同社は2月21日、従来までは守秘義務契約を結ばないと情報提供していなかったWindows VistaやWindows Server 2008などの主力製品のAPIやプロトコルの公開を原則無料とした。